# Гладыши (Псковская область)
Гладыши — деревня на юге Куньинского района Псковской области России. Входит в состав Долговицкой волости.
Расположена у побережья реки Западная Двина (в 2 км от границы с Тверской областью), в 70 км к юго-востоку от районного центра, посёлка Кунья и в 9 км к северу от волостного центра, деревни Долговица.

## Население
Численность населения деревни составляет 51 житель (2000 год).

## История
До 2005 года деревня входила в состав ныне упразднённой Крестовской волости.